# Käerjeng
Käerjeng är en kommun i Luxemburg. Den ligger i kantonen Capellen i distriktet Luxemburg, i den sydvästra delen av landet, 17 kilometer väster om huvudstaden Luxemburg.

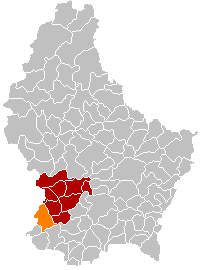
Käerjeng markerad med orange i karta över Luxemburg